# NGC 7606
NGC 7606 ist eine Spiralgalaxie vom Hubble-Typ Sb im Sternbild Wassermann  auf der Ekliptik. Die Galaxie ist schätzungsweise 104 Millionen Lichtjahre von der Milchstraße entfernt und hat einen Durchmesser von etwa 160.000 Lj.
Die Typ-Ia-Supernova SN 1987N wurde hier beobachtet.
Das Objekt wurde am 28. September 1785 von dem deutsch-britischen Astronomen Wilhelm Herschel entdeckt.